# Vincenzo Albrici
Vincenzo Albrici (Roma, Itàlia, 26 de juny de 1631 - Praga, Txèquia, 8 d'agost de 1696) va ser un compositor italià, germà de Bartolomé i nebot de Fabio i Alessandro Costantini.
Albrici era el fill d'un cantant que es va establir, a Roma. En 1641 fou alumne de Giacomo Carissimi en el Col·legi Germànic et Hungaricum. En 1647 reia la paga com a organista a Santa Maria in Vallicella. En 1652 va ser convidat per Alessandro Cecconi i va començar a treballar per la reina Cristina de Suècia, mentre aquesta va romandre a Roma, (1660) juntament amb el seu germà, que es va unir el cor de nens. El seu pare, cantant de la corda d'alt, va cantar el Parenostre en suec quan la reina va abdicar al juny de 1654. Albrici encara romania a Estocolm, quan Karl X Gustau es va convertir en rei. Més tard fou organista a Dresden (1664), de Sant Tomas de Leipzig (1680), i director de música sagrada a Praga, fins a la seva mort.
Entre les seves obres hi figuren un Te Deum, misses, cantates i motets.